# Franjevački samostan i crkva sv. Franje Asiškog u Imotskom
Franjevački samostan i crkva sv. Franje Asiškog u Imotskom, zaštićeno kulturno dobro

## Opis dobra
Današnja župna crkva sv. Frane sagrađena je u drugoj polovici 19. stoljeća u blizini ranije porušene crkve. Crkva je monumentalna, trobrodna građevina, podignuta u neoromaničkom slogu, orijentirana istok-zapad. Kameni zvonik, kvadratičnog tlocrta, široko rastvorene lože za zvona je iz 1848. godine s povišenjem iz 90-ih godina 20. stoljeća. Samostan je smješten južno od crkve i nastaje u nekoliko faza od prve polovice 18. stoljeća do druge polovice 19. stoljeća. Ortogonalna samostanska krila međusobno formiraju poluotvoreni klaustar, koji je otvorenom stranom orijentiran na jug, s kvalitetnom vizurom na samostanski vrt. U samostanu se čuva vrijedna kulturno-povijesna zbirka kao i bogata knjižnica.

## Ostalo
Franjevački samostan i župa sv. Franje u Imotskom pokrenuli su internet stranicu na svetkovinu Krista Kralja, 20. studenoga 2011. godine.

## Zaštita
Pod oznakom Z-4594 zavedeni su kao nepokretno kulturno dobro - pojedinačno, pravna statusa zaštićena kulturnog dobra, klasificirano kao "sakralna graditeljska baština".

## Vanjske poveznice
- Službene stranice